# Club Deportivo y Social Vida
El Club Social y Deportivo Vida és un club hondureny de futbol de la ciutat de La Ceiba.

## Història
El club va ser fundat el 14 d'octubre de 1940 per Gregorio Ramos, José Lamelas i Valentín Vásquez amb el nom de Club Salvavida, quan aquests decidiren separar-se del Club Deportivo Atlántida. Més tard el nom esdevingué simplement Vida.

## Palmarès
- Lliga hondurenya de futbol: [1]
  - 1981-82, 1983-84

- Lliga amateur hondurenya de futbol:[1]
  - 1961-62